# Alluviális síkság

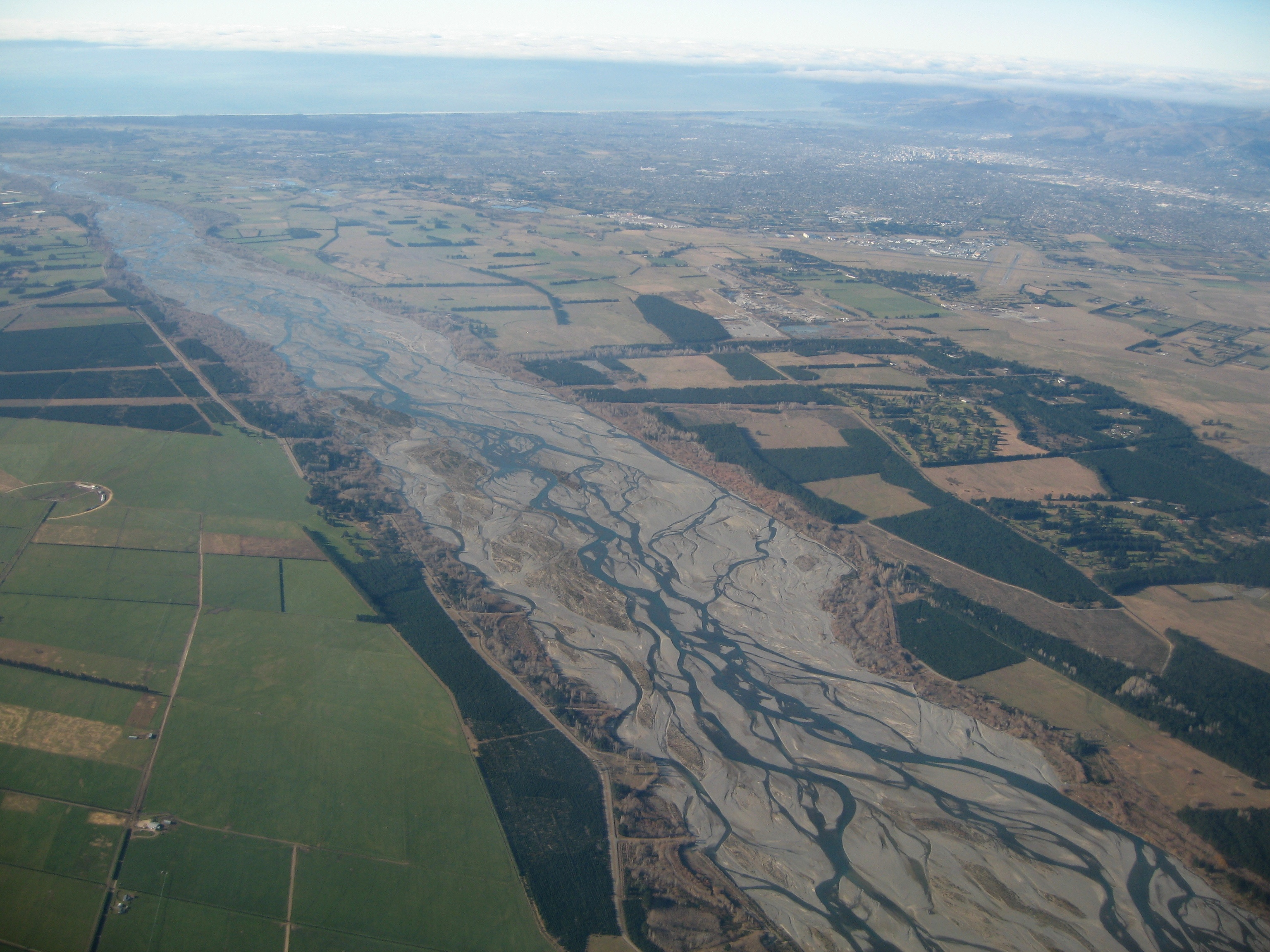
Alluviális síkság Új-Zélandon

Az alluviális síkság folyóközi üledékkel feltöltött síkság. Mezopotámia déli része, a szűkebb értelemben vett Irak, a történetileg legfontosabb terület alluviális síkság, alföld, melyet az Eufrátesz és a Tigris a földtörténeti jelenkorban (holocén) töltött fel. Tengerszint feletti magassága 50-100 méter között van; mintegy 375 kilométer hosszú, 70 kilométer széles terület. Itt, a két folyó alsó és torkolati szakaszán helyenként nagy mocsarak alakultak ki. A síkság nagy része árterület jellegű.